# トモエ学園 (曲)
「トモエ学園」（トモエがくえん）は、福山雅治の3作目の配信限定シングル。

## 収録曲
1. トモエ学園
黒柳徹子の半生を描いたテレビ朝日系列ドラマ「トットちゃん!」主題歌[1]。タイトルは黒柳の母校であるトモエ学園に由来する。
福山が番組プロデューサーから、黒柳徹子が福山に主題歌を書いてほしいと考えているという連絡を受けたことから制作がスタートした。それから1年ほど熟考したと、福山は明かしている[2]。
福山は公式サイトで、「黒柳さんの人生を描くところからスタートし、その中で、『自由』『幸せ』とは、特に『自由』とはどういうことかを自身に問いかけました」、「楽曲の中で描いた『自由』とは、すべての個性を肯定すること」だと説明している[2]。

## エピソード
編曲を担当した井上鑑の父であるチェリストの井上頼豊は第二次世界大戦後ソ連に抑留（シベリア抑留）された際、同じく抑留されていた黒柳徹子の父であるヴァイオリニストの黒柳守綱と共に「沿海州楽劇団」としてハバロフスク地方沿海部の日本軍捕虜収容所の巡回・慰問に携わった。
生前父親にその話を聞かされていた井上鑑はこの曲のオファーが来た時に「運命というか不思議な縁を感じ」福山雅治にカルテットでアレンジすることを提案し今回の楽曲となった。